# 熱供給事業
熱供給事業（ねつきょうきゅうじぎょう）とは、日本の熱供給事業法で定義されるエネルギー供給事業のひとつで公益事業として扱われ登録制となっている。一か所または数カ所の熱発生所（プラント）から複数の建物（需要家）等に、導管（熱導管）で結んで、冷房・暖房・製造などに使用するために、冷水・温水・蒸気を送る事業をいう。

## 概要

### 熱供給事業法における定義
熱供給事業を営む者には熱供給事業法が適用される。熱供給事業の定義としては、熱供給事業法第二条において、加熱され若しくは冷却された水又は蒸気を、一般の需要に応じて（複数の建物等へ）導管（熱導管）により供給することとされており、規模としては加熱能力21ギガジュール/時以上に適用される（熱供給事業法施行令第二条）。また、熱供給事業を営もうとする者は、（事前に）経済産業大臣の登録を受けなければならないとされている（熱供給事業法第三条）。

### 熱供給事業の導入メリット
熱供給事業は、地域熱供給や地域冷暖房とも呼ばれ、冷水や温水等を一か所でまとめて製造、供給することによって、省エネルギーの推進や未利用エネルギーの活用など様々なメリットを実現できる。
(1) 省エネルギー効果
地域熱供給方式（熱供給事業）は個別熱源方式に比べて、一次エネルギーの使用量を約10％削減するとされている（2008年（平成20年）資源エネルギー庁試算）。
(2) 地域未利用エネルギーの利活用
地域に存在する未利用エネルギー（太陽熱、河川熱、海水熱、下水熱、地中熱等）や都市排熱（清掃工場熱、工場排熱、地下鉄・変電所排熱等）を熱供給プラントに導入して、地域全体で利用できる。
(3) 地域防災への貢献
コージェネレーションシステムや夜間電力を熱として蓄熱する水蓄熱槽を備えている熱供給プラント（熱供給地域）では、非常用電力や防災用水を地域へ供給可能で防災面で貢献できる。

## 登録
熱供給事業は登録制となっている。 
日本全国で76事業者がおり、134地域で熱供給事業を行っている（2017年4月1日現在）。
代表的な営業地域としては、東京都の丸の内一丁目・二丁目地域や大手町地域、六本木ヒルズ地域（六本木エネルギーサービス）、新宿新都心（西新宿）地域、東京臨海副都心地域（東京臨海熱供給）、東京スカイツリー地域、新宿南口地域、神奈川県のみなとみらい21中央地域（みなとみらい21熱供給）、愛知県のJR東海名古屋駅周辺地域、大阪府の中之島二・三丁目地域や岩崎橋地域、北海道の札幌市都心地域（北海道熱供給公社）、福岡県のシーサイドももち地域などがある。
- 一般社団法人 日本熱供給事業協会：全国の熱供給事業者一覧 / 全国の地域熱供給

## 歴史

### 変遷
日本の熱供給事業は、1960年代の高度経済成長期に都市の大気汚染防止策の一つとして導入が始まった。
日本初の熱供給事業は、1970年（昭和45年）3月に開幕した大阪万博（日本万国博覧会）に併せて開業した千里中央地域（同年2月開業）で、これを契機として同年11月には東京都公害防止条例に地域暖冷房計画が規定され、1971年（昭和46年）10月には通商産業省内に熱供給技術委員会が設置された。
こうした動きを受けて、1972年（昭和47年）4月に国会へ熱供給事業法が上程され、同年6月22日に熱供給事業法（昭和47年法律第88号）が公布される。施行は同年12月20日であった。
なお、2016年（平成28年）4月1日には43年ぶりに熱供給事業法が改正施行されている。

### 熱供給システム改革
2015年（平成27年）1月開会の第189回通常国会において熱供給事業法の一部改正を含む「電気事業法等の一部を改正する等の法律」（平成27年法律第47号、同年6月24日公布）が成立した。
この制度改正は、電気事業法、ガス事業法、熱供給事業法の「エネルギー三法」の改正が束ねて実施された。改正の趣旨は「電力システム改革を実施するのにあわせて、ガスや熱供給についても制度改革を一体的に進めることで、これまで縦割りであった市場の垣根を取り払い、ダイナミックなイノベーションが生まれる総合的なエネルギー市場をつくり上げる」こととされた。
改正ポイントとしては、①熱供給事業を従来の「許可制」から「登録制」とした上で、②料金規制や供給義務等の規制を撤廃する一方、③需要家保護の観点から、㋐料金その他供給条件を説明すること、㋑それらを書面交付すること、㋒苦情処理体制を整備すること、㋓必要な供給設備を保有すること等が熱供給事業者に課された。改正法の施行日は2016年（平成28年）4月1日となった。
なお、経過措置として、熱供給事業者が行う熱供給に代わる熱源機器を選択することが困難であることその他の事由により、当該供給区域内の熱供給を受ける者の利益を保護する必要性が特に高いと認められるものとして経済産業大臣が指定する供給区域（指定旧供給区域）においては、認可料金始め許可制が継続されることとなった。
加えて、電力、ガス及び熱供給の制度改革により自由化されるエネルギー市場が適切に機能するよう、独立性と高度の専門性を有する電力・ガス取引監視等委員会が経済産業省に設置され、電力、ガス及び熱供給の取引の監視や送配電事業及びガス導管事業の行為規制などを適切に実施することとなった。